# Schizocephala bicornis
Schizocephala bicornis (лат.) — вид богомолов, крылатых насекомых из отряда Mantodea. Выделяется в монотипный род Schizocephala и монотипную трибу Schizocephalini. Ранее относился к подсемейству Schizocephalinae Saussure, 1869 семейства Tarachodidae Handlirsch, 1930, в настоящее время его относят к подсемейству Iridinae семейства Eremiaphilidae. Широко распространен в Южной и Юго-Восточной Азии: в Индии, Непале, Таиланде, на острове Шри-Ланка и Зондских островах.
Внешне богомол Schizocephala bicornis очень похож на палочников, насекомых из отряда привиденьевых: имеет длинное и очень тонкое тело и конечности и травянисто-зелёную окраску, мимикрируя под стебли и листья травы. Голова узкая с вытянутыми вперед коническими глазами; у него треугольная метазона, очень длинные тонкие ноги с укороченными передними тазиками; длинная треугольная наданальная пластинка. Шипы передних ног черные только на кончиках. Бедро с 6 наружными шипами. Передние крылья хорошо развиты.